# Août 1920

## Événements
- 1er août : 
  - Le Mahatma Gandhi commence une campagne de désobéissance civile.
  - Communist Unity Convention. Fondation du Parti Communiste de Grande-Bretagne. Il n’obtient pas de succès.
- 2 août :  Fin de la guerre de Vlora entre le royaume d'Italie et la principauté d'Albanie.
- 5 août : Manifeste réaliste des frères Pevsner, qui présente les principes de la peinture constructiviste.
- 8 - 14 aout : le 12e congrès mondial d’espéranto a lieu à La Haye
- 10 août : 
  - Traité de Sèvres, jamais ratifié par la Turquie. Démembrement de l’empire ottoman au profit du Royaume-Uni (Irak, Palestine et Transjordanie) et de la France (Syrie, Liban, Cilicie) ; internationalisation de Constantinople et des détroits ; occupation de la Thrace orientale, de Smyrne et de son arrière-pays par la Grèce ; l’Italie occupe la région d’Adalia ; création d’États indépendants en Arménie et au Kurdistan. La Turquie livre sa flotte de guerre et son armée est réduite à 50 000 hommes. Le projet de Grande Arménie ne sera jamais réalisé.
  - L’Armée rouge traverse la Vistule.
- 11 août : traité de paix entre la Lettonie et la Russie soviétique qui reconnaît la souveraineté de la Lettonie.
- 13 août (New York) : première convention de l’UNIA et « Déclaration des droits des Peuples nègres du monde » (Marcus Garvey, 1887-1940).
- 13 - 25 août : miracle de la Vistule. L’Armée rouge est refoulée devant Varsovie par les Polonais aidés par la mission militaire française commandée par le général Weygand.
- 14 août : alliance défensive entre la Tchécoslovaquie et la Yougoslavie contre le révisionnisme hongrois.
- 14 août - 12 septembre : Jeux olympiques d'été de 1920 à Anvers.
- 23 août, France : programme d’électrification des chemins de fer.
- 25 août : Adrienne Bolland réalise la première traversée de la Manche par avion, en G.3 Caudron - depuis la France. Le brouillard intense, et une bielle de son moteur qui, en rompant, déchire les pistons, l'obligent à se poser à Lympne, avant de rejoindre Croydon pour les exhibitions de voltige prévues.
- 26 août : création de la République socialiste soviétique autonome (RSSA) de Kirghizie au sein de la République de Russie (RSFSR).
  - Répressions politiques et culturelles en Kirghizie. Les Russes s'y installent massivement et l'industrialisation se développe à grande échelle.

## Naissances
- 2 août :
  - Robert de Boissonneaux de Chevigny, évêque catholique français, spiritain et évêque émérite de Nouakchott (Mauritanie) († 11 juin 2011).
  - Georgette Piccon, artiste peintre figurative française, héritière du fauvisme († 2004).
- 3 août : Lucien Lamoureux, homme politique († 16 juillet 1998).
- 5 août : Dina Sassoli, actrice de théâtre et de cinéma italienne († 24 mars 2008).
- 6 août : Hubert Germain, résistant et homme politique français († 11 octobre 2021).
- 8 août : André Bourguignon, psychiatre français († 9 avril 1996).
- 9 août : Lola Bobesco, violoniste belge d'origine roumaine († 4 septembre 2003).
- 10 août : Daniel Cordier, résistant, marchand d'art et historien français († 20 novembre 2020).
- 13 août : 
  - Jean Honoré, cardinal français, archevêque émérite de Tours († 28 février 2013).
  - Ti-Blanc Richard, violoniste québécois († 22 février 1981).
- 16 août : Claude Chayet, résistant et ambassadeur français († 28 mars 2014).
- 17 août : George Duvivier, contrebassiste de jazz américain († 11 juillet 1985).
- 20 août :
  - Bakhchali Bakhchaliyev, homme politique azerbaïdjanais († 12 novembre 1987).
  - François de La Grange, journaliste français († 3 mars 1976).
  - Vincentas Sladkevičius, cardinal lituanien, archevêque de Kaunas († 28 mai 2000).
- 22 août : Ray Bradbury, écrivain de science-fiction américain († 5 juin 2012).
- 24 août : 
  - Alex Colville, artiste-peintre († 16 juillet 2013).
  - Pham Dang Tri, peintre vietnamien († 3 juin 1987).
- 26 août : Raoul Clainchard, résistant français pendant la Seconde Guerre mondiale († 26 avril 1945).
- 29 août :
  - Kazimierz Otap, soldat polonais († 26 février 2006).
  - Charlie Parker, saxophoniste de jazz états-américain († 12 mars 1955).

## Décès
- 19 août : James Moffat Douglas, fermier, missionnaire et homme politique.
- 29 août : Léon Adolphe Amette, cardinal français, archevêque de Paris (° 6 septembre 1850).